# Ди Дженнаро, Давиде
Да́виде Ди Дженна́ро (итал. Davide Di Gennaro; род. 16 июня 1988[…], Милан) — итальянский футболист, атакующий полузащитник клуба «Салернитана».

## Карьера
Ди Дженнаро является воспитанником молодёжной команды «Милана». После своего дебюта в Серии А, когда ему было 18 лет, в сезоне 2007/08 Давиде был отдан в аренду «Болонье», которая выступала в итальянской Серии B, где он получил игровую практику.
19 мая 2007 года он дебютировал за «Милан», выйдя на замену вместо Алессандро Костакурты в матче против «Удинезе».
27 июня 2007 года Ди Дженнаро отдали в аренду «Болонье».
29 мая 2008 года было подтверждено, что он включён в соглашение, которое возвращало Марко Боррьелло в «Милан», а Ди Дженнаро отправляло в «Дженоа», но «Милан» владел частью прав на футболиста.
27 июня 2009 года у Давиде закончился контракт с «Дженоа», и оба клуба владеющие правами на футболиста вступили в «слепой аукцион». Победителем оказался «Милан», и Ди Дженнаро отправился туда.
В начале сезона 2009/10 Давиде получил травму, восстановление от которой оставило его вне игры до января 2010. 13 января 2010 Ди Дженнаро принял участие в кубковом матче против «Новары», отметившись длинными передачами по воздуху (после одной из них был открыт счет) и несколькими сильными ударами мимо ворот. Однако физическая форма не устроила главного тренера Леонардо и игрок был отдан в аренду другому клубу Серии А «Ливорно».